# Baltimorecrisis

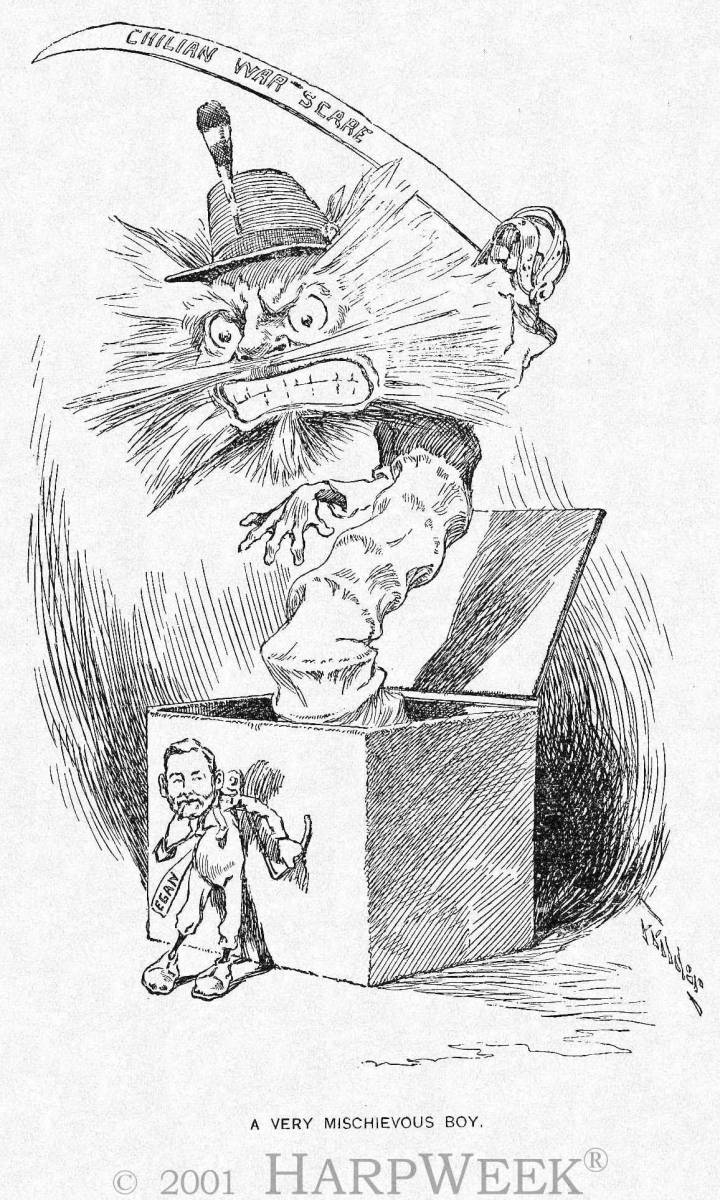
"A very mischievous Boy" ("Een erg ondeugende jongen") karikatuur van de Amerikaanse diplomaat Patrick Egan die door provocatie een oorlog tussen zijn land en Chili probeerde te bewerkstelligen.

De Baltimorecrisis was een diplomatiek incident tussen Chili en de Verenigde Staten van Amerika dat plaatsvond in de nasleep van de Chileense Burgeroorlog (1891).
Op 16 oktober 1891 werden Amerikaanse matrozen van de USS Baltimore die in Valparaíso aan wal waren gegaan door een woedende menigte aangevallen nadat een van de matrozen op het portret van de Chileense nationale held Arturo Prat had gespuwd. De menigte doodde twee matrozen en verwondde nog eens 17 à 18 andere matrozen. Amerika nam de zaak hoog op en eiste excuses. Aanvankelijk wilde de Chileense regering hier niet op ingaan, maar later bedacht de nieuwe revolutionaire regering zich en werd het incident opgelost, mede dankzij de bemiddeling van de Argentijnse regering en het optreden van de Chileense gezant in de Verenigde Staten Pedro Montt. Die Chileense regering betaalde een bedrag van 75.000 US Dollars als schadevergoeding aan de families van de twee slachtoffers. In januari 1892 werden drie Chilenen en één Amerikaan die bij de vechtpartij betrokken waren door een Chileense rechtbank veroordeeld.

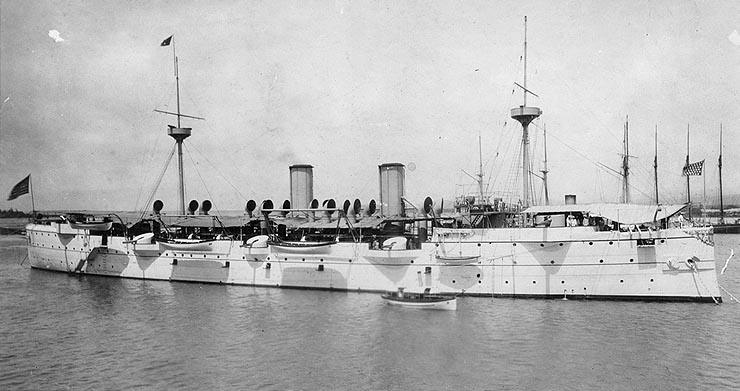
De USS Baltimore

Zapiga · Alto Hospicio · Punitaqui · Pisagua · Dolores · Huara · Aduana Iquique · Itata-incident · Pozo Almonte · Valparaíso · Caldera · Vallenar · Slachting bij Lo Cañas · Concón · Viña del Mar · Placilla · Baltimorecrisis